# Tití de Caquetá
El tití de Caquetá (Plecturocebus caquetensis) és una espècie de primat de la família dels pitècids. Aquest tití fou descrit l'any 2010. Se sap que viu entre el riu Orteguaza i el riu Caquetá, al departament colombià del Caquetá, a altituds d'entre 190 i 260 m. Tanmateix, encara no se'n coneix la distribució geogràfica exacta.
Encara no se sap gaire cosa del seu estil de vida. Els titís de Caquetá viuen en grups petits, amb una mitjana de quatre individus, en fragments de selva pluvial.